# 帕里尼 (卢瓦尔省)
帕里尼（法語：Parigny，法語發音：[paʁiɲi]）是法国卢瓦尔省的一个市镇，位于该省北部，属于罗阿讷区。

## 地理
帕里尼（45°59'26"N, 4°5'51"E）面积9.15 平方千米，位于法国奥弗涅-罗讷-阿尔卑斯大区卢瓦尔省，该省份为法国中南部省份，北起顺时针与索恩-卢瓦尔省、罗讷省、伊泽尔省、阿尔代什省、上盧瓦爾省、多姆山省和阿列省接壤。
与帕里尼接壤的市镇（或旧市镇、城区）包括：勒科托、科梅勒-韦尔奈、布瓦塞圣母村、圣西尔德法维耶尔、圣樊尚德布瓦塞。

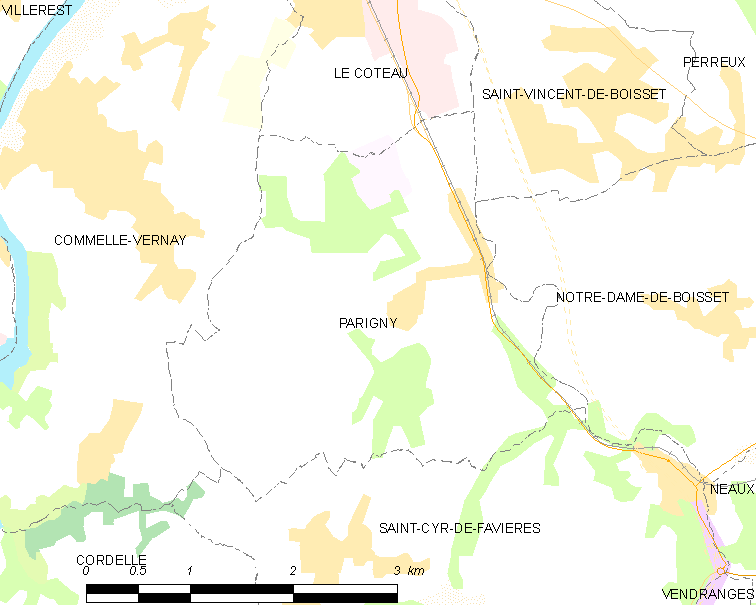
的OSM定位图

帕里尼的时区为UTC+01:00、UTC+02:00（夏令时）。

## 行政
帕里尼的邮政编码为42120，INSEE市镇编码为42166。

## 政治
帕里尼所属的省级选区为勒科托县。

## 人口

1962-2008年间人口变化图示

帕里尼于2022年1月1日时的人口数量为627人。